# Anabel Hernandez
Pour l’article homonyme, voir Hernandez.
Anabel Hernández, née en 1971,  est une journaliste mexicaine connue pour ses livres où elle dénonce la corruption de haut niveau qui selon elle règne au sein du pouvoir mexicain, notamment dans l'entourage du président de la République Felipe  Calderón. Elle a aussi enquêté sur les fils de la Première dame Marta Sahagún.

## Biographie
Anabel Hernández est diplômée de l’Université del Valle en sciences de la communication. La journaliste a commencé sa carrière de journaliste chez Reforma (1993-1996). Elle travaille ensuite dans les rédactions de la Revista del Consumidor et de Milenio (1999-2002). Son père a été enlevé et assassiné en décembre 2000. Un meurtre qui l'a motivée à se diriger vers le journalisme d'investigation,. En 2008, elle sort Los Complices del presidente, qui dénonce, selon elle, le pouvoir corrompu de Felipe Calderon, alors président de la République.
En 2010, elle publie Los señores del narco (Les Seigneurs du narco), une enquête qui met à jour les liens entretenus entre les cartels et les politiques mexicains, où elle met directement en cause le ministre de la Sécurité publique, Genaro Garcia Luna. Cette enquête lui a valu des menaces et des attaques contre sa famille. En 2012, elle reçoit la Plume d’or de la liberté de l’Association mondiale des journaux et des médias d’information.
En 2017, la journaliste reçoit les insignes de Chevalier dans l’Ordre de la Légion d’Honneur des mains de l’ambassadrice de France au Mexique. Cette décoration distingue l’ensemble de sa carrière journalistique et son action pour la défense des journalistes et des droits de l’homme au Mexique.

## Ouvrages en espagnol
- Los Señores del Narco, 2010;
- Los cómplices del Presidente, 2008;
- La familia presidencial: el gobierno del cambio bajo sospecha de corrupción, 2005.